# Fathi Abdel-Aziz
Fathi Abdel-Aziz Ali (in arabo فتحي عبد العزيز علي‎?; Giza, 9 aprile 1967) è un ex cestista egiziano.

## Carriera
Con l'Egitto ha disputato due edizioni dei Campionati mondiali (1990, 1994).